# برآرایی پرتو-مولکولی

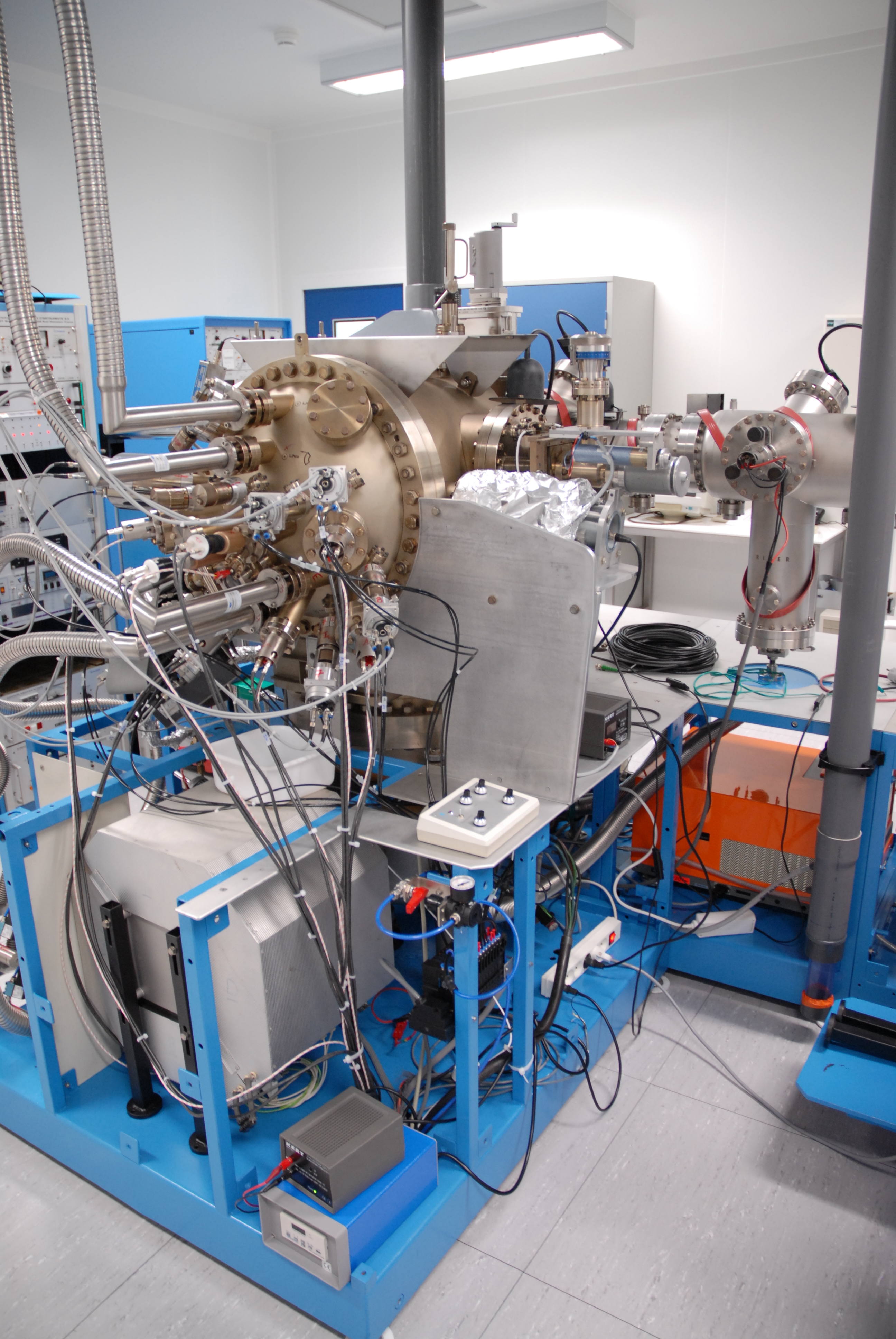
سیستم رونشست باریکه مولکولی در آزمایشگاه علوم مولکولی محیطی ویلیام آر. ویلی.

برآرایی پرتو-مولکولی یا رونشست پرتو-مولکولی (به انگلیسی: Molecular-beam epitaxy (MBE)) یکی از روش‌های رونشست برای ایجاد یک لایه نازک تک‌بلور است و در بسیاری از صنایع پیشرفته از جمله ساخت قطعات الکترونیک مانند ترانزیستورها و مدارهای مجتمع به کار برده می‌شود. این روش یکی از ابزارهای اساسی در نانوتکنولوژی است.

نمایش ساده اجزای «محفظه اصلی» دستگاه برآرایی باریکه مولکولی

بیشتر تحقیقات انجام گرفته با این سیستم، بر روی عناصر گروه III و گروه V (مانند Al ,Ga ,In ,As ,P و Sb) و همچنین بر روی ژرمانیوم و سیلیکون صورت می‌گیرد.

## تاریخچه
اگر چه فرایند اصلی MBE از زمان‌های خیلی قبل انجام می‌گرفته‌است، اما کار اصلی در این زمینه در رشد ترکیبی نیمه رساناها شکل گرفت که آرتور و چو Cho & Arthur متولی آن بودند.
آنها با استفاده از طیف نگار جرمی و تکنیک‌های آنالیز سطحی، فرایند رشد گالیوم آرسناید را در اندازه‌های اتمی بررسی کردند. به دنبال آن‌ها چانگ و دیگران این فرایند را به گونه ای توسعه دادند که امروزه سیستم MBE نامیده می‌شود.

## روش
برآرایی پرتو-مولکولی در خلاء-بالا یا خلاء فوق-بالا اتفاق می‌افتد. (در محدوده {\textstyle 10^{-8}} تا {\textstyle 10^{-12}} تور). مهمترین موضوع در MBE نرخ نشست یا (deposition rate) است، که معمولاً کمتر از ۳۰۰۰ نانومتر در ساعت است و اجازه می‌دهد که لایه به صورت رونشستی رشد کند. در این نرخ نشست‌ها برای رسیدن به سطح خلوص مشابه توسط سایر روش‌های نشست دهی، نیاز به خلاء بهتری است. عدم وجود گازهای حامل و محیط خلاء فوق-بالا باعث شکل گرفتن لایه با بالاترین خلوص ممکن می‌شود.
به دلیل اینکه زمان زیادی گاهی چند روز لازم است تا شرایط خلأ فوق-بالا آماده شود، معمولاً سیستم تحت یک خلأ ثابت قرار می‌گیرد و فقط فضای محدودی از سیستم با هوا در تماس است. در بیشتر این سیستم‌ها می‌توان آنالیز ساختاری و شیمیایی از محصول داخل محفظه خلأ نیز داشت. متناسب با نوع تکنیک‌های رشد و تعداد آنالیزها از محفظه‌های مختلفی استفاده می‌شود که غالباً به صورت جدا به پمپ‌های خلأ مخصوص خود متصل بوده و خلأ مورد نظر را ایجاد می‌کنند. غالباً از یک محفظه کوچک به نام Load lock به عنوان محفظه ای جدا از محفظه رشد برای انتقال نمونه استفاده می‌کنند.
چشمه‌های مختلف با قدرت ایجاد شار با آهنگ‌های متفاوت وجود دارند که می‌توانند در این سیستم‌ها بکار روند. این چشمه‌ها همگی به سمت زیرلایه ای که به وسیلهٔ یک هیتر گرم می‌شود متمرکز شده‌اند تا تحرک پذیری بیشتری به سطح زیرلایه بدهد و در نتیجه یک تک لایه کریستالی تشکیل می‌شود.
یکی از مزایای سیستم‌های MBE آنالیز نمونه در داخل سیستم است. این آنالیزها ممکن است در محفظه اصلی یا محفظه‌های جانبی آن انجام شوند.
از متداول‌ترین آنالیزهای مورد استفاده می‌توان به طیف‌سنج الکترون‌های اوژه، طیف نگاری جرمی یون ثانویه(SIMS) و طیف‌سنجی فوتوالکترون اشعه ایکس (XPS) اشاره نمود.
در این سامانه‌ها، معمولاً از یک تفنگ یونی برای تمیز کاری زیرلایه استفاده می‌شود. بدین ترتیب یک سیستم استاندارد MBE، معمولاً از چند محفظه خلأ مختلف ساخته شده‌است.
- Load-lock برای ورود و خروج زیرلایه
- محفظه خلأ برای رشد لایه
- محفظه خلأ برای آنالیزها .(- چند محفظه ای بودن این سیستم‌ها امکان مانور بیشتری به اپراتور برای آنالیزهای مختلف و تنوع رشد می‌دهد).
یک محفظه Load-lock تا حدود ۸–۱۰ تور تخلیه می‌شود. در حالی که دیگر محفظه‌های خلأ به خلأ بالاتر از ۱۱–۱۰×۵-۱۰-۱۰×۵ تور می‌رسد.
روش‌های متداول در محفظه رشد، روش تبخیر گرمایی مقاومتی، تفنگ الکترونی و چشمه‌های یونی و روش کاشت Implantation می‌باشند.
در فرایند رشد MBE، کنترل درجه حرارت، شاترها، پرتوهای مولکولی یا اتمی و آهنگ انباشت هر یک از چشمه‌ها که به سمت نمونه (تحت گرمای مناسب) هدایت می‌شوند در رشد اپی تکسی لایه بسیار مهم است.
اینک فرایند کلی رشد در یک سیستم MBE را بررسی می‌کنیم:
1. آماده‌سازی ویفرها که شامل تمیزکاری و گاهی لکه برداری از روی آنهاست.
2. قرار دادن ویفرها در داخل سیستم و تخلیه محفظه‌های خلأ. زیرلایه‌های مورد استفاده، ویفرهای تک کریستالی هستند و قبل از انباشت، از طریق سونش، تمیز می‌شوند و معمولاً یک لایه اکسیدی برای محافظت در مقابل گازهای هوا و مواد ویفر روی زیرلایه بکار می‌رود.

۳- ایجاد حرارت زیر ویفرها، به گونه ای که سطوح کاملاً تمیز و خالص شود. به عنوان مثال۵۵۰–۵۰۰ درجه سانتیگراد برای Ga و۹۰۰–۷۰۰ برای سیلیکن در نظرگرفته می‌شود.
1. تحت خلأ خیلی بالا و توسط چند چشمه با آهنگ‌های بالاتر از یک میکرون در ساعت، لایه شروع به رشد می‌کند.
2. آنالیزهای مختلف روی لایه در حال رشد یا لایه تشکیل شده انجام می‌شود.

با توجه به اینکه خواص الکتریکی این مواد مستقیماً به ساختار کریستالی لایه‌ها مربوط می‌شوند، MBE بهترین انتخاب برای آنهاست. با توجه به فرایند دقیق و اعمال خلأ بالا در سامانه‌های MBE، کاربردهای فراوانی برای آن وجود دارد که از جمله می‌توان به ساخت سلول‌های خورشیدی، ابررساناها، لیزرهای نیمه هادی و ساخت LED اشاره نمود.